# 胜天镇
胜天镇，是中华人民共和国四川省宜宾市高县下辖的一个乡镇级行政单位。2019年8月，将胜天镇铜鼓村所属行政区域划归月江镇管辖。

## 行政区划
胜天镇下辖以下地区：
长盛社区、五马村、农民村、凤鸣村、新和村、新民村、嘉禾村、康乐村、世和村、马鞍村、共和村、新福村、迎祥村、安和村、德利村、流米社区村、英鼓村、汪家村、铜鼓村和三河村。